# Villers-le-Tourneur
Villers-le-Tourneur ist eine französische Gemeinde mit 216 Einwohnern (Stand: 1. Januar 2022) im Département Ardennes in der Region Grand Est (vor 2016 Champagne-Ardenne). Sie gehört zum Arrondissement Rethel, zum Kanton Signy-l’Abbaye sowie zum Gemeindeverband Crêtes Préardennaises.

## Geographie
Die Gemeinde Villers-le-Tourneur liegt in der Mitte zwischen den Städten Rethel und Charleville-Mézières an der Autoroute A34. Umgeben wird Villers-le-Tourneur von den Nachbargemeinden Jandun im Norden, Raillicourt im Nordosten, Hagnicourt im Osten, Vaux-Montreuil im Südosten, Puiseux im Süden sowie Neuvizy im Westen.

## Bevölkerungsentwicklung
| Jahr                       | 1962 | 1968 | 1975 | 1982 | 1990 | 1999 | 2006 | 2011 | 2019 |
| Einwohner                  | 193  | 197  | 171  | 165  | 141  | 161  | 183  | 175  | 196  |
| Quellen: Cassini und INSEE |      |      |      |      |      |      |      |      |      |

## Sehenswürdigkeiten

Kirche Saint-Sindulphe

- Kirche Saint-Sindulphe